# Pedro Zapata
Pedro Aníbal Zapata Rumipamba (San Cristóbal, 22 de febrero de 1960) es un político ecuatoriano.

## Biografía
Nació el 22 de febrero de 1960 en la Isla San Cristóbal, provincia de Galápagos. Realizó sus estudios superiores en la Universidad Central del Ecuador y en la Universidad Técnica Particular de Loja, donde obtuvo respectivamente los títulos de licenciado en ciencias de la educación y de abogado.
Inició su vida política en las elecciones seccionales de 1996, siendo elegido prefecto provincial de Galápagos por el Partido Social Cristiano. En las elecciones de 2000 fue reelecto al cargo por el mismo partido. Su gestión se centró en el área vial y en la restauración urbana de varios sectores de las islas San Cristóbal y Santa Cruz.
En 2004 renunció a la prefectura y se presentó como candidato a la alcaldía de San Cristóbal (Puerto Baquerizo Moreno) en las elecciones seccionales del mismo año por el Partido Social Cristiano, resultando electo. Fue reelegido en las elecciones de 2009 y de 2014, en esta última ocasión por el movimiento oficialista Alianza PAIS.
Para las elecciones legislativas de 2021 volvió al Partido Social Cristiano y fue elegido asambleísta nacional en representación de Galápagos.